# Katastrofa kolejowa w Bioče
Katastrofa kolejowa w Bioče miała miejsce 23 stycznia 2006 roku niedaleko Podgoricy w Serbii i Czarnogórze. Śmierć poniosło 45 osób, w tym 5 dzieci. 184 osoby zostały ranne. Katastrofa w Bioče była najgorszym tego typu wypadkiem w historii Czarnogóry.
Wypadek miał miejsce w okolicach godziny 16:00, 10 km na północ od Podgoricy, na linii kolejowej Belgrad – Bar. Pociąg pasażerski przewożący około 300 osób z Bijelo Polja w północnej części kraju do adriatyckiego portu Bar wykoleił się na wiadukcie i spadł do 100-metrowego wąwozu rzeki Moračy. Wiele ofiar katastrofy to dzieci, wracające z ferii zimowych na północy kraju.